# 遠藤真由
遠藤 真由（えんどう まゆ、1976年 - ）は、2000年（平成12年）の『ミス・ユニバース・ジャパン』である。現在は建築家。

## 人物
遠藤は建築家であり、元ミスユニバース・ジャパン。好きな言葉は、「全力投球」。身長は180cm程度。
幼少の頃から東京のアメリカ大使夫人らから英語を学んでいたことや、高校時代の留学歴などがあり、英語に堪能である。

### 生い立ち
1976年（昭和51年）、東京に生まれ、幼稚園から高校2年生までは私立の女子高に通った。子供のころにはモデルになりたかったが、保守的な両親はそれに不賛成であり、代わりに母親の職業であった建築家を志すことにした。
17歳のとき、国際ロータリー青少年交換プログラムの奨学生としてデンマークに留学し、現地の高校に通った。帰国後には日本女子大学に入学し、3学年時には同大学の姉妹校、ウェルズリー大学（マサチューセッツ州）に留学した。一年間の留学中に遠藤は建築学を専攻、ウェルズリーカレッジのほかマサチューセッツ工科大学（MIT）でも受講した。　

### ミス・ユニバース
留学を終えて日本女子大学家政学部住居学科を卒業した2000年（平成12年）、遠藤はミス・ユニバース・ジャパンとなり、同年5月にキプロス共和国のニコシアで行われたミス・ユニバース2000世界大会にも日本代表として参加した。世界大会では無冠であった。。

### 建築家
『ミス・ユニバース・ジャパン』に選ばれるのと前後して、ハーバード大学とMITの双方から建築学の大学院プログラムへの入学許可を得た遠藤は、ハーバード大学の大学院に進学した。 卒業後には、建築家としてニューヨークでの勤務も経験している。